# Heiraten ist kein Kinderspiel
Heiraten ist kein Kinderspiel ist eine US-amerikanische Stummfilmkomödie aus dem Jahr 1925 von Paul Iribe und Frank Urson mit Raymond Griffith und Theodore Roberts in den Hauptrollen. Der Film wurde von Famous Players-Lasky produziert und basiert auf dem Roman Lord Chumley von Henry C. DeMille und David Belasco und den gleichnamigen Bühnenstück.

## Handlung

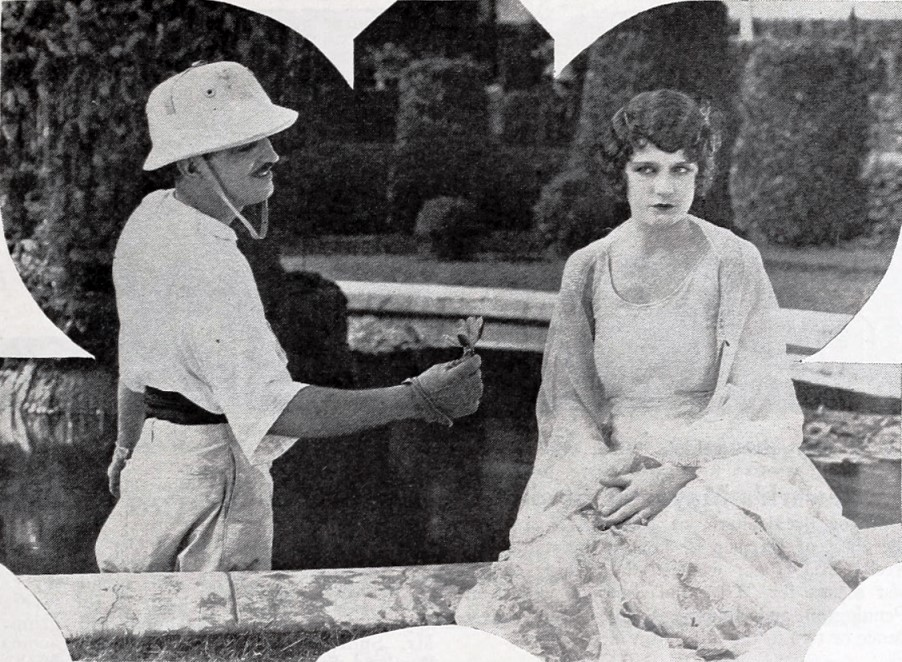
Szene mit Raymond Griffith und Viola Dana

Gaspar Le Sage, der Anwalt der Familie Butterworth und ein Freier um die Hand von Eleanor Butterworth, überredet die schöne eurasische Abenteurerin Annabelle Wu, ihm dabei zu helfen, die offiziellen Pläne für die Küstenverteidigung Kaliforniens von Eleanors Bruder, Lieutenant Gerald Butterworth, zu stehlen. Annabelle macht den Offizier in einem Rasthaus betrunken, stiehlt seine Schlüssel und nimmt die Pläne an sich. Die Schuld für den Diebstahl wird Lord Chumley zugeschrieben, einem britischen Geheimagenten, der mit Eleanor verlobt ist und sich sofort daran macht, seinen eigenen Namen reinzuwaschen und die Familienehre zu retten. Er verhindert, dass der junge Butterworth Selbstmord begeht, findet die Dokumente wieder und rettet Eleanor, die in seiner Verzweiflung von Le Sage entführt wurde.

## Hintergrund
Gedreht wurde der Film bis Ende Oktober bzw. Anfang November 1924.
Da keine Kopien der sieben Filmrollen existieren, gilt der Film als verschollen.

## Veröffentlichung
Die Premiere des Films fand am 1. Februar 1925 in New York statt. 1926 kam er im Deutschen Reich in die Kinos.

## Kritiken
Der Filmkritiken-Aggregator Rotten Tomatoes hat in einer Auswertung von sechs Kritiken eine Zustimmungsrate von 100 Prozent errechnet.
Mordaunt Hall schrieb in der The New York Times, nicht nur die Regie sei brillant und originell, auch die Untertitel passen zum Film und verstärken seinen Humor.
Ed Barry nannte den Film in der Variety eine grandiose melodramatische Farce, die Raymond Griffith eine seiner besten Rollen seit langem beschere, und der als liebenswerter, stutzerhafter Chumley die Erwartungen mehr als erfülle.
In der Moving Picture World schrieb Epes W. Sargent, der Film sei in allen Phasen gute Unterhaltung, und diese etwas eigentümliche Konstruktion der Kontinuität biete das, was einer Farce allzu oft fehle: kontinuierliche Beschleunigung.
Laurence Reid lobte in der Motion Picture News, die Komödie sei voller Spaß, origineller Situationen und Geschäfte – und einem Höhepunkt, der sicherlich abseits der ausgetretenen Pfade liege.
Die Redaktion des Magazins Photo Play riet den Lesern, den Film nicht zu verpassen. Er sei unterhaltsamer, als der Titel vermuten lasse.